# Indivisiidae
De Indivisiidae zijn een familie van uitgestorven kreeftachtigen uit de klasse van de Ostracoda (mosselkreeftjes).

## Geslachten
- Ilmenoindivisia Egorov, 1953 †
- Indivisia Zaspelova, 1953 †
- Sulcoindivisia Egorov, 1953 †